# Tigers Cesena
O Tigers S.D.a R.L., conhecido também como Amatori Tigers Cesena por motivos de patrocinadores, é um clube de basquetebol baseado em Cesena, Itália que atualmente disputa a Série B, relativa à terceira divisão italiana. Manda seus jogos no Carisport com capacidade de 3.608 espectadores. 

## Histórico de Temporadas
| Temporada | Nível | Liga           | Pos. | J     | PL  | Resultado          |
| --------- | ----- | -------------- | ---- | ----- | --- | ------------------ |
| 2015-16   | 4     | Serie C (Ouro) | 2    | 22-6  |     |                    |
| 2016-17   | 3     | Serie B        | 6    | 17-13 |     |                    |
| 2017-18   | 3     | Serie B        | 7    | 17-13 |     |                    |
| 2018-19   | 3     | Serie B        | 3    | 20-10 | 7-4 | FinalistaPlayoff 2 |

fonte:eurobasket.com